# Парматурус каліфорнійський
Парматурус каліфорнійський (Parmaturus xaniurus) — акула з роду Parmaturus родини Котячі акули.

## Опис
Загальна довжина досягає 61 см. Голова витягнута. Морда коротка. Ніс широко закруглено. Очі відносно великі, мигдалеподібні, з мигальною перетинкою. За ними розташовані невеличкі бризкальця. Ніздрі розташовані під кутом. Носові клапани широкі, трикутної форми. Губні борозни короткі. Рот відносно вузький. Зуби дрібні з багатьма верхівками, серед яких центральна є високою і гострою. У неї 5 пар коротких зябрових щілин. Зяброві перетинки позаду увігнуті. Ділянка тіла із зябрами подовжена. Тулуб м'який. Має 2 спинних плавцях однакового розміру. Передній розташовано дещо позаду черевних плавців, задній — навпроти або трохи позаду анального плавця. Останній більше за задній спинний плавець. Хвостовий плавець витягнутий, гетероцеркальний, зверху та знизу присутні гребені, що утворені збільшеною лускою.
Забарвлення однотонне: світло-коричневе. Черево трохи світліше за основний фон. Уздовж спини іноді бувають світлі цяточки.

## Спосіб життя
Тримається на глибинах від 91 до 1251 м (зазвичай 500–1000 м), континентальному шельфі та верхніх схилах. Воліє до м'яких мулистих ґрунтів, поблизу кам'янистих і скелястих утворень. Здатна перебувати у воді з пониженим рівнем кисню. Доволі повільна акула. Полює біля дна, є бентофагом. Живиться ракоподібними, молюсками, морськими черв'яками, личинками, а також дрібною костистою рибою.
Статева зрілість настає при розмірах 43-47,5 см. Це яйцекладна акула. Самиця відкладає 2 яйця. Інкубація триває 24 місяця. Народжені акуленята становлять 7-9 см завдовжки. Репродуктивний цикл безперервний, найчастіше відбувається відкладання яєць з липня до вересня.
Є об'єктом місцевого рибальства в акваторії Мексики. Цінується за печінку, що містить багато сквалена.

## Розповсюдження
Мешкає у західній частині Тихого океану: біля узбережжя штатів Орегон і Каліфорнія (США), у Каліфорнійській затоці біля Мексики.